# William M. Branham
William Marrion Branham (Cumberland megye, Kentucky, 1909. április 6. – Amarillo, Texas, 1965. december 24.) amerikai keresztény lelkipásztor volt, általában a  második világháború utáni gyógyító mozgalom alapítójaként hivatkoznak rá.
Szolgálataira jellemző volt, hogy a jelenlévő ismeretlen betegnek megmondta a nevét, honnan jött és milyen betegségben szenved. Összejövetelei során számtalanszor gyógyultak meg emberek súlyos és halálos betegségekből mint például rák, TBC és fehérvérűség.
A pünkösdi kereszténység örömmel fogadta eveangelizáló és gyógyító szolgálatát. Voltak akik prófétának tartották, néhányan pedig a természetfeletti megnyilvánulásokat látva még magasabb pozíciót is tulajdonítottak neki, habár ő ezt elutasította. 
Saját magát leginkább egyszerű szolgáló "testvérnek" tekintette, de hangsúlyozta szolgálatában az isteni elhivatottságát.
Hitte, hogy a keresztényeknek szükséges visszatérni az eredeti, apostoli Bibliába vetett hitéhez. Gyakran hivatkozott Mal. 4:5–6 és Zsid. 13:8 Jézus Krisztus ugyanaz tegnap, ma, és mindörökké.
Habár evangelizációs és gyógyító szolgálatát nagy elismerés kísérte, tanításainak bizonyos pontjait megkérdőjelezték és mai napig eltérő vélemények övezik.
Ő maga ellenezte a felekezetek elkülönülését és nem akarta, hogy szolgálatára új felekezetet alapítsanak. A tanításait elfogadó keresztények önmagukat 'üzeneti hívő'-ként azonosítják, míg William Branham tanítói szolgálatainak összességét 'üzenet'-nek nevezik.

## Életrajz

### Családja és gyermekkora
William Branham 1909-ben született egy rönk-kunyhóban Kentucky állambeli Cumberland megyében, Burkesville közelében.  Charles és Ella Branham kilenc fia között ő volt a legidősebb. Az Indiana állambeli Jeffersonville közelében nevelkedett. Bár William Branham családja névlegesen római katolikus volt, de gyermekkorában csak minimális kapcsolata volt a szervezett vallással. Édesapja favágó volt és alkoholista. William Branham gyakran beszélt arról, hogy nagy szegénységben és nehéz körülmények között nevelkedett.
Branham elmondása szerint már kora gyermekkora óta voltak természetfölötti élményei, mint például prófétai látomások. Állítása szerint még kisgyermekként, mikor egyszer vizet vitt a patakból, hallotta az Úr Angyalának hangját, amint azt mondta neki, hogy 'soha ne igyon, ne cigarettázzon és ne szennyezze be a testét, mert lesz számára egy munka később mikor idősebb lesz'. Tinédzserként egy alkalommal, azt mondta neki egy asztrológus, hogy 'különleges jel alatt született' és fontos vallási elhívást jelzett előre a számára. Később ezt az esetet ahhoz hasonlította, mikor Pál találkozott egy lánykával, akiben jövendőmondás lelke volt (ApCs. 16).
19 évesen William Branham otthonát elhagyva egy Arizonai farmra ment dolgozni, majd rövid boksz karriert is befutott, állítólag 15 győztes küzdelemmel. 22 évesen megtért és később segédpásztorrá nevezték ki a Baptista Misszionárius gyülekezetben Jeffersonville-ben. Amikor nem értett egyet a pásztorral a női prédikátorok kérdésében, William Branham megtartotta saját ébredési alkalmait egy sátorban. Később az összejövetelek átköltöztek egy helyi csarnokba addig, míg fel nem építették azt az épületet, melyet 1933-ban a közösség 'Branham Tabernacle'-nek nevezett el.

### Szolgálat
William Branham családjának beszámolása szerint egyértelműen megállapítható, hogy legkorábban 1941 óta tartott gyógyító körutakat, mikor két hétig ébredési alkalmakat tartott Milltown-ban. Az 1945-ben kiadott röpirat, melynek címe 'Nem voltam engedetlen a mennyei látomásnak' azt mutatja, hogy akkorra ez a gyógyító hit szolgálata már jól ki lett építve.
1946-ban William Branhamet meglátogatta egy angyal, aki világméretű evangélizációs és hit általi gyógyító szolgálatra való elhívást közvetített a számára. Első összejövetelét teljes állású evangélistaként Missouri állambeli St Louis városban tartotta 1946 júniusában. Allan Anderson, Birminghami Egyetem professzora azt írta, hogy “Branham szenzációs gyógyító alkalmai, melyek 1946-ban kezdődtek, jól dokumentáltak, és ő volt az iránymutató azoknak, akik követték”. A St Louis-i összejövetelekre hivatkozva Krapohl és Lippy megjegyezte: "A történészek ezt a fordulatot Branhamnek a szolgálatában általában úgy jelölik, mint a modern gyógyító ébredés beindítója".
Gyógyító ébredései során Branhamet csalás elkövetésével vádolták hírriporterek, lelkésztársak, fogadó egyházak és kormányzati szervek; sok gyógyultnak nyilvánított ember meghalt röviddel ezután, a nyomozók bizonyítékokat fedeztek fel, amelyek arra utalnak, hogy csodákat rendeztek, és Branhamről kiderült, hogy jelentősen megszépített és meghamisított számos történetet, amelyet tényként mutatott be a közönségének. Branham gyakorlata következtében jogi problémákkal szembesült. Dél-Afrika és Norvégia kormánya beavatkozott, hogy leállítsák országaikban folytatott gyógyító kampányait. Az Egyesült Államokban Branhamet adócsalás miatt vádolták megamiért nem számolt el a minisztériumán keresztül kapott adományokkal; felelősségét elismerve peren kívül rendezte az ügyet. Branhamet a média több hírhedt személyiséggel is kapcsolatba hozta; Branham segített elindítani és népszerűsíteni Jim Jones szolgálatát . Branhamet Roy Davis , a Ku Klux Klan Nemzeti Birodalmi Varázslója (vezetője) keresztelte meg és szentelte fel lelkésznek ; a két férfi életre szóló kapcsolatot tartott fenn. Paul Schäfer , Robert Martin Gumbura és William Branham tanításainak más követői rendszeresen szerepelnek a hírekben az általuk elkövetett súlyos bűncselekmények miatt. Branham tanításainak követői Colonia Dignidadbanszerepeltek a 2015-ös Colonia című filmben .
Az 1945 környékén William Branham a gyógyító körútjait szinte kizárólag Egységhívő pünkösdi gyülekezettel összefogva tartotta. 
Branham szolgálatának kiterjesztése szélesebb körben a Pünkösdi közösségben annak az eredménye, hogy bemutatták Gordon Lindsay-nek 1947-ben. Hamarosan ő lett Branham összejöveteleinek főszervezője. Ez időben több neves pünkösdi személy is becsatlakozott a szolgálatba, mint például Ern Baxter és F. F. Bosworth. Gordon Lindsay újságíróként is helytállva megalapította a The Voice of Healing  magazint 1948-ban, mely alapvetően Branham gyógyító körútjait dokumentálta.

## Magyarul megjelent művei
- A tökéletes felszabadulás. Totale Befreiung. Prédikálva 1959. július 11-én Jeffersonville-ben, Indiána, U.S.A.; s.n., Jeffersonville, 1959 (A hirdetett Ige)